# Aydoilles
Aydoilles  é uma comuna francesa na região administrativa de Grande Leste, no departamento de Vosges. Estende-se por uma área de 10 km². Em 2010 a comuna tinha 1 060 habitantes (densidade: 106 hab./km²).